# トゥクルティ・ニヌルタ2世
トゥクルティ・ニヌルタ2世（Tukulti-Ninurta II、在位：前891年-前884年）は、古代メソポタミア地方のアッシリアの王。新アッシリア時代の2人目の王である。アラム地方やウラルトゥなどに遠征したほか、ニネヴェやアッシュルの城壁を強化し、神殿や宮殿を建築するなどして発展・拡大させた。

## 家族

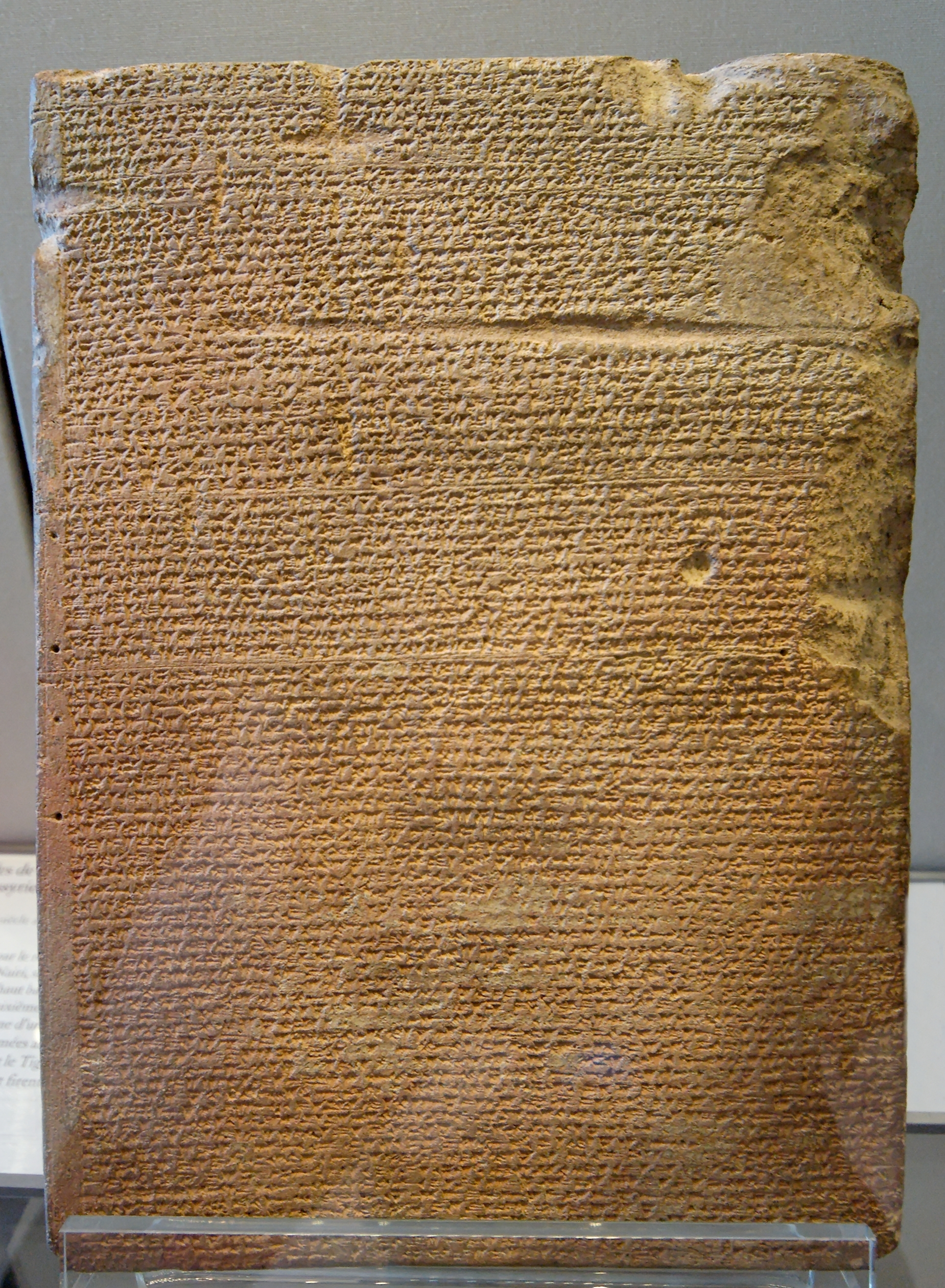
トゥクルティ・ニヌルタ2世の年代記。

トゥクルティ・ニヌルタ2世は新アッシリア時代の最初の王であるアダド・ニラリ2世の息子として生まれた。トゥクルティ・ニヌルタ2世の息子で、後継者となったのはアッシュル・ナツィルパル2世であった。トゥクルティ・ニヌルタ2世は父が成し遂げた新ヒッタイト諸国、バビロニア人、アルメニア人に対する支配を固めたほか、治世初期にイランのザグロス山脈への遠征を成功させて、イラン人（ペルシア人、メディア人）が定着していた地域を新たに平定した

## 歴史
トゥクルティ・ニヌルタ2世はビート・ザマニの王、アンミ・バアル（Ammi-Ba'al）に対して勝利し、彼との間に条約を結んだ（この条約にはアッシリアの敵国に対して馬を売却することを禁ずる条項が含まれた）。この結果、ビート・ザマニはアッシリアの同盟国、実質的にはアッシリアの属国となった。アンミ・バアルは権力の座に残ったが、この時から彼は、トゥクルティ・ニヌルタ2世がフルリ人（フリ人）とナイリのウラルトゥ人を攻撃するために行ったティグリス川上流地域への遠征に協力しなければならなかった。
トゥクルティ・ニヌルタ2世はニネヴェ市とアッシュル市を発展させ、市壁を強化し、宮殿・神殿を建設するとともに庭園を自らの軍事的勝利の場面で飾り立てた。